# Управление кадров Генерального штаба Армии обороны Израиля
Управление кадров Генерального штаба Армии обороны Израиля (ивр. אגף כוח אדם‎) — одно из управлений Генерального штаба Армии обороны Израиля.
Управление кадров отвечает за все вопросы, связанные с кадровым составом Армии обороны Израиля, включая планирование состава армии (во взаимодействии с Управлением планирования).
С 2006 по 2008 год, когда начальником управления был Элазар Штерн, название управления было изменено на «Департамент человеческих ресурсов». В июле 2008 года, когда Элазара Штерна в должности начальника управления сменил Ави Замир, управление было переименовано в прежнее название — «Управление кадров».
С 18 ноября 2024 года Управление кадров возглавляет генерал-майор (алуф) Дадо Бар Калифа.

## Структура
В управление кадрами имеется семь основных корпусов и подразделений бригадного уровня, непосредственно подчиненных ему, а также многочисленные подразделения и подразделения бригадного и батальонного уровня:
- Корпус военной полиции.

- Образование и молодёжный корпус.

- Адъютантский корпус

- Советник по делам женщин.

- Главный корпус и штабной сектор.

- Бригада планирования и Управление людских ресурсов.

- Управление кадрового управления и сектор физических лиц.